# Bargow
Bargow (persiska: برگو) är en ort i Iran.   Den ligger i provinsen Khorasan, i den nordöstra delen av landet, 600 km öster om huvudstaden Teheran. Bargow ligger 1 980 meter över havet och antalet invånare är 141.
Terrängen runt Bargow är kuperad åt sydväst, men åt nordost är den bergig. Runt Bargow är det ganska glesbefolkat, med 29 invånare per kvadratkilometer. Närmaste större samhälle är Sheshtomad, 16,3 km nordost om Bargow. Omgivningarna runt Bargow är i huvudsak ett öppet busklandskap.